# Robert III. (Artois)
Robert III. von Artois (* 1287; † 1342 in London) war von 1302 bis 1309 ein Graf von Artois und von 1310 bis 1331 ein Graf von Beaumont-le-Roger. Er war ein Sohn des Philipp von Artois (1269–1298), Erbe des Artois, und der Blanka von Bretagne (1270–1327). Über beide Elternteile war er ein Nachkomme französischer Könige aus der Dynastie der Kapetinger, deren Seitenzweig von Artois er angehörte.

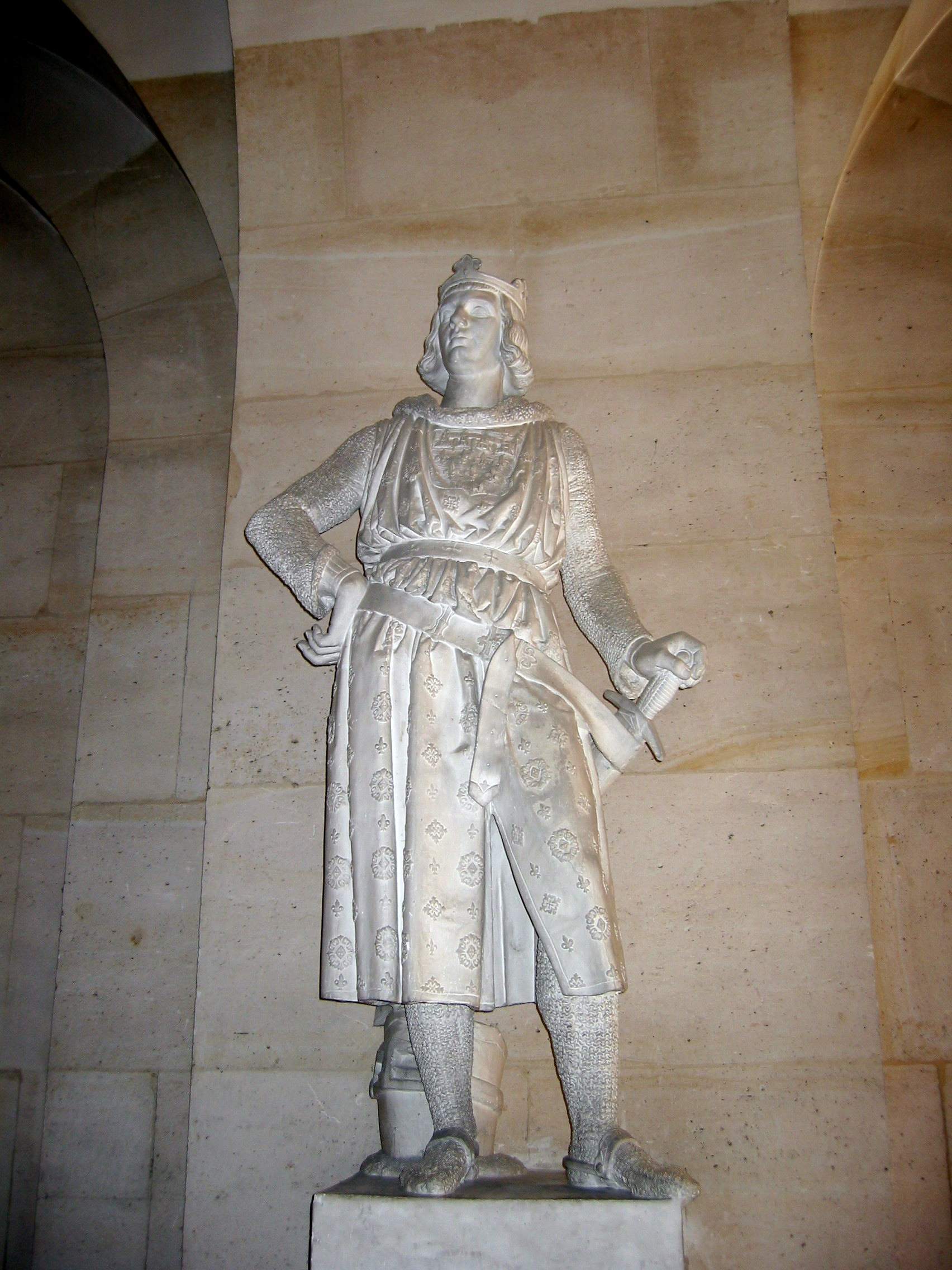
Statue von Robert d’Artois in Versailles

## Leben
Beim Tod seines Großvaters Graf Robert II. 1302 war Robert noch unmündig, was von seiner Tante Mathilde ausgenutzt wurde. Sie behauptete, dass es keine rechtsgültigen Beweise für die Eheschließung seiner Eltern gebe, Robert sei somit unehelich und nicht erbberechtigt. Es folgte ein langer Prozess, den Robert verlor, wobei das endgültige Urteil von König Philipp IV. dem Schönen stark von den burgundischen Verbündeten der Gräfin Mathilde beeinflusst worden zu sein scheint. Für den Verlust des Artois wurde er mit der Grafschaft Beaumont-le-Roger entschädigt.
Robert wird nachgesagt, er sei 1314 an der Denunzierung des Ehebruchs Margaretes von Burgund, erster Frau des späteren Königs Ludwig X., beteiligt gewesen, woraufhin die Königin im Château Gaillard festgesetzt und wenig später dort erdrosselt wurde (siehe: Tour de Nesle).
Zwei Jahre später spielte er eine wichtige Rolle bei der Wiedereinführung einiger Adelsprivilegien unter Ludwig X. (1314–1316), die von dessen Vater Philipp IV. (1285–1314) abgeschafft worden waren. Dies erreichte er gemeinsam mit Karl von Valois unter anderem durch die Absetzung und Hinrichtung Enguerrands de Marigny, des damaligen Beraters des Königs, der unter Philipp IV. wichtige Reformen zu Gunsten des Reichs, aber zu Ungunsten des Adels durchgesetzt hatte.
1318 heiratete er Johanna von Valois (1304–1363), Tochter Karls von Valois und Schwester des späteren Königs Philipp VI. Ihre Kinder waren:
- Katharina (* 1319; † 1368), ⚭ Johann II., Graf von Aumale
- Ludwig (* 1320; † 1326/29)
- Johann Ohneland (* 1321; † 1387), Graf von Eu
- Johanna (* 1323; † jung)
- Jakob (* 1325; † nach 1347)
- Robert (* 1326; † nach 1347)
- Karl (* 1328; † 1385) Graf von Longueville und Pézenas

### Lehnsprozess und Verbannung

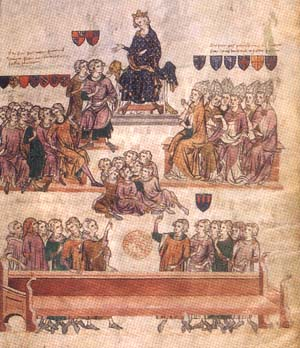
König Philipp VI. von Frankreich als Vorsitzender des Pairsgerichts, welches 1332 die Verbannung gegen Robert III. von Artois (unten rechts) ausspricht. (Miniatur aus dem 14. Jahrhundert)

Aufgrund seiner Ehe spielte Robert eine wesentliche Rolle bei der Wahl seines Schwagers Philipp VI. zum König von Frankreich im Jahr 1328 und war eine Zeit lang einer seiner wichtigsten Berater. Für seine Dienste wurde er mit der Pairswürde ausgezeichnet. Durch seine enge Beziehung zum neuen König glaubte Robert bessere Chancen auf eine Rückgewinnung des Artois zu haben und strengte 1328 einen neuen Lehnsprozess vor dem Pairshof an. Es gelang ihm, mit dem Herzog von Bretagne und dem Grafen Karl II. von Alençon mächtige Fürsprecher für sich zu gewinnen. Als 1329 Mathilde starb und König Philipp VI. das Artois einstweilen einzog, schien sich eine Entscheidung zugunsten Roberts anzubahnen. Da aber starb 1330 Mathildes Tochter und Eventualerbin Johanna, worauf nun deren Schwiegersohn, Herzog Odo IV. von Burgund, das Artois für seine Ehefrau Johanna beanspruchte. König Philipp VI. hoffte, das Artois für die Krondomäne halten zu können, und bot Robert und dem Herzog von Burgund Ausgleichszahlungen an, doch die Stände des Artois verweigerten ihre Zustimmung für die dafür notwendigen Steuererhebungen. Dadurch wurde eine Entscheidung für einen der beiden Bewerber unumgänglich. Als aber Robert seine Position mittels gefälschter Dokumente zu verbessern versuchte, dies aber aufgedeckt wurde, schlug die Stimmung des Hofgerichts gegen ihn um.
Roberts Güter wurden 1331 vom König beschlagnahmt, der Pairshof sprach das Artois dem Herzog von Burgund zu und verhängte am 8. April 1332 die Verbannung Roberts aus Frankreich. Er wandte sich zunächst an seinem Neffen, Markgraf Johann II. von Namur, während seine Ehefrau und seine Söhne ins Gefängnis gingen. Philipp VI. forderte den Bischof von Lüttich auf, Namur anzugreifen, woraufhin Robert weiter zu Herzog Johann III. von Brabant floh, dem Ehemann seiner Nichte. Als Philipp VI. auch Brabant mit Krieg drohte, setzte sich Robert im Dezember 1336 nach England ab. Dort ermunterte er König Eduard III., den französischen Thron als Nachkomme des Königs Philipp IV. des Schönen für sich zu beanspruchen, und trug damit zur Auslösung des Hundertjährigen Kriegs bei. Er nahm 1339 an Eduards Feldzug nach Flandern teil und hatte das Kommando in der unentschieden endenden Schlacht von Saint-Omer im Jahr 1340.
Robert starb an Verwundungen, die er im 1341 ausbrechenden Bretonischen Erbfolgekrieg vor Vannes erlitten hatte. Er wurde in der St Paul’s Cathedral in London bestattet.
Er ist einer der Hauptcharaktere in Maurice Druons siebenbändigem Roman „Les Rois Maudits“.